# Вестмінстерська асамблея
51°29′58″ пн. ш. 0°07′43″ зх. д. / 51.499388888889° пн. ш. 0.12858333333333° зх. д.

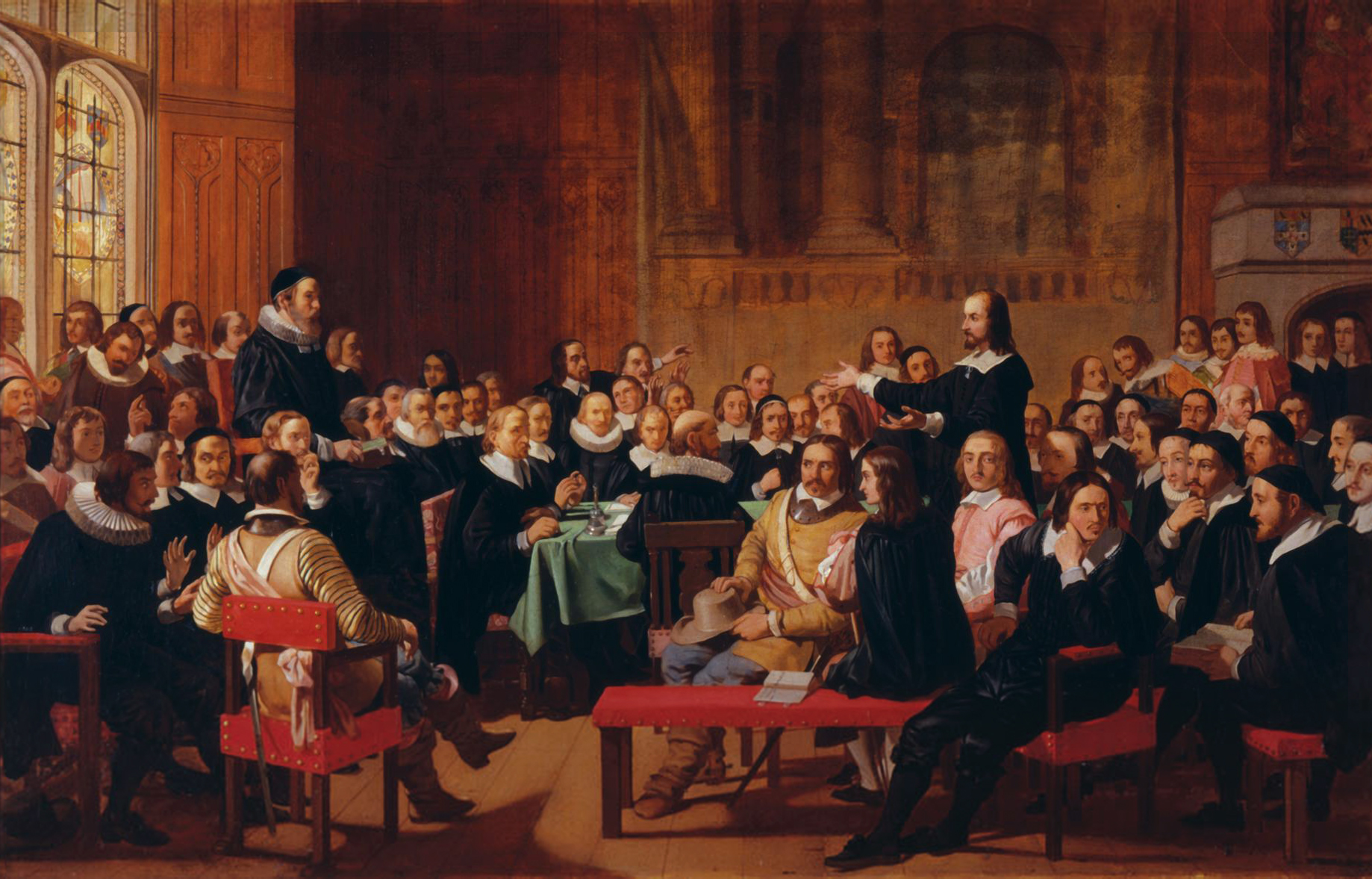
Вестмінстерська асамблея

Вестминстерська асамблея богословів (англ. Westminster Assembly of Divines) — збори англійських теологів і служителів церкви, скликані у 1643 р. Довгим парламентом для реформування Англійської церкви. Догмати та обряди, розроблені Вестмінстерської асамблеєю, лягли в основу пресвітеріанської релігії.
Практично з самого початку англійської революції XVII століття лідери пуритан прагнули реорганізувати англіканську церкву, усунувши з неї елементи католицизму. Можливості для цього, однак, відкрилися лише після початку громадянської війни, коли влада короля, який противився парламентським реформам в церкві, була зведена до мінімуму. У червні 1643 р. парламент затвердив без санкції короля акт про скликання асамблеї богословів у Вестмінстері.
До складу Асамблеї увійшли 20 представників палати громад, 10 представників палати лордів і 121 священнослужителів і богословів. Священики були відібрані таким чином, щоб вони представляли основні течії в англійському протестантизмі:
- «епископалісти» — прихильники збереження єпископальної організації англіканської церкви і лояльні королю (майже не брали участі в засіданнях Асамблеї, оскільки не було санкції короля на її роботу);
- «пресвітеріани» — прихильники ліквідації єпископату і введення пресвітеріанської системи церковного управління (найбільша група, підтримувана парламентською більшістю);
- «індепенденти» — прихильники повної децентралізації церковного управління та ліквідації священицького сану як такого (невелика, але дуже активна група, що мала підтримку англійської армії на чолі з Олівером Кромвелем);
- «ерастіані» — прихильники підпорядкування церкви державної влади.

Перше засідання Вестмінстерської асамблеї відбулося 1 липня 1643 р. Всього за час роботи асамблеї з 1643 по 1649 рр. було проведено 1163 засідання. Асамблея була фактично підпорядкована англійському парламенту, який визначав її персональний склад, висував питання для обговорення і фінансував її роботу. Після страти короля Карла I робота асамблеї звелася до атестації священиків і рекомендацій про заміщення вакантних церковних кафедр.
Першим завданням, поставленим перед Вестмінстерської асамблеєю, був перегляд «Тридцяти дев'яти статей» англіканського символу віри. Однак ситуація в країні ускладнилася: парламентські армії почали терпіти поразки від роялістів у громадянській війні. Лідери Довгого парламенту звернулися за допомогою до Шотландії. За ініціативою шотландців у вересні 1643 р. між двома британськими державами було укладено військово-релігійний союз «Урочиста ліга і Ковенант», який передбачав реформування англіканської церкви на основі шотландського пресвітеріанства взамін на військову інтервенцію Шотландії на стороні англійського парламенту. Відповідно, основним завданням Вестмінстерської асамблеї стало вироблення спільних для обох держав основ віросповідання. Для участі в асамблеї у Вестмінстер прибули шість шотландських делегатів (у тому числі Олександр Хендерсон, найбільш авторитетный шотландський теолог).
Протягом чотирьох років у Вестмінстерській асамблеї йшла робота над розробкою основоположних документів реформованої церкви. В результаті на схвалення парламенту Англії були винесені «Вестмінстерське сповідання», «Великий» і «Малий катехізми», «Форма церковного управління» і «Керівництво для богослужіння». В процесі роботи над цими документами розгорнулися запеклі богословські суперечки на засіданнях асамблеї між пресвітеріанами, індепендентами і ерастіанами. Особливо різкі заперечення викликала пресвітеріанська система церковного управління, що передбачала передачу влади парафіяльним згромадженням і регіональним пресвітеріям.
Тим не менше, завдяки тому, що пресвітеріани у Довгому парламенті складали більшість, розроблені Вестмінстерської асамблеєю документи були схвалені англійським парламентом. Проте в цілому громадська думка Англії залишалося негативно налаштованим по відношенню до пресвітеріанським реформ, реалізація яких призвела б до посилення впливу священиків і падіння значення парламенту. Після приходу до влади у 1648 р. Олівера Кромвеля і індепендентів пресвітеріанські перетворення в англійській церкви були заморожені, а реставрація Стюартів в 1660 р. поховала надії пресвітеріан на реформування англіканської церкви.
У Шотландії, однак, документи, вироблені Вестмінстерської асамблеєю, ввійшли в церковну практику і стали основоположними актами пресвітеріанської доктрини, системи обрядів і церковного управління. З поширенням пресвітеріанства в інших країнах Європи, а також в Америці, «Вестмінстерське сповідання» та інші документи асамблеї були прийняті як доктринальні джерела в багатьох реформатських церквах.

## См. також
- Пресвітеріанство
- Вестмінстерське сповідання